# Jorge Serrano Elías
Jorge Antonio Serrano Elías (Guatemala-Stad, 26 april 1945) is een Guatemalteeks politicus. Hij was president van Guatemala van 1991 tot 1993.
Serrano was afkomstig uit een familie van Libanese afkomst. Hij studeerde industriële techniek aan de San Carlos-universiteit en economie aan de Stanford-universiteit. In de jaren 70 bekeerde hij zich tot het protestantisme. Serrano werd ambtenaar en werd in 1982 vicevoorzitter van de nationale adviesraad onder Efraín Ríos Montt.
In 1985 was Serrano presidentskandidaat voor de Democratische Partij van Nationale Samenwerking (PDCN) en de Revolutionaire Partij, en haalde 12,6% van de stemmen. Twee jaar later werd hij vertegenwoordiger bij de Nationale Verzoeningscommissie, die een eind moest maken aan de Guatemalteekse Burgeroorlog.
In 1991 werd hij voor de Beweging van Solidaire Actie (MAS) tot president gekozen, hij versloeg in die verkiezing Jorge Carpio. Omdat zijn partij maar weinig zetels in het Congres van de Republiek had vormde hij een alliantie met de Guatemalteekse Christendemocratie (DCG) en de Nationale Unie van het Centrum (UCN). Serrano's regering bleek aanvankelijk gemengde resultaten te boeken, zo wist hij de controle van de politiek over het leger te vergroten, zette hij vredesgesprekken met de Guatemalteekse Nationale Revolutionaire Eenheid (URNG) voort, erkende hij de onafhankelijkheid van Belize en wist hij de inflatie te verminderen.
Amnesty International constateerde op 19 mei 1993 dat het aantal politieke moorden, verdwijningen en martelingen in Guatemala toenam, in weerwil van beweringen van de burgerregering van Serrano Elias. In een rapport maakte de mensenrechtenbeweging melding van het doden en mishandelen van vakbondsleiders, straatkinderen, journalisten, inheemse boeren en mensenrechtenactivisten. Volgens Amnesty opereerden de gewraakte doodseskaders en de 'burgerpatrouilles' van vroeger nu onder het gezag van het leger. 
Op 25 mei 1993 poogde Serrano een staatsgreep te plegen. Hij ontbond op onwettige wijze het Congres en het Hooggerechtshof, voerde censuur in en hief burgerlijke en politieke vrijheden op, officieel om corruptie te bestrijden. Na internationale druk, druk uit pers en leger en protesten uit de Guatemalteekse samenleving besloot hij een week later af te treden en ontvluchtte hij zijn vaderland.
Serrano woont tegenwoordig in Panama. Guatemala heeft meerdere malen zonder succes verzocht om zijn uitlevering.